# Charles Grodin
Charles Grodin, est un acteur, scénariste, producteur et écrivain américain né le 21 avril 1935 à Pittsburgh (Pennsylvanie) aux États-Unis et mort à 86 ans d'un cancer de la moelle osseuse le 18 mai 2021, en son domicile à Wilton (Connecticut).

## Biographie

### Carrière
Charles Grodin fait ses débuts au cinéma dans Vingt Mille Lieues sous les mers en 1954. On le remarque ensuite dans des films comme Rosemary's Baby, Catch-22, King Kong.
Il obtient ses principaux rôles dans Midnight Run, avec Robert De Niro, qui le fait connaître en France ainsi que dans la comédie familiale Beethoven où il joue le père de famille George Newton dans les deux premiers volets.
En 2007, Son ex et moi est sorti, après douze ans d'absence, puis While We're Young en 2015.

### Vie privée

#### Mort
Charles Grodin meurt à 86 ans d'un cancer de la moelle osseuse le 18 mai 2021, en son domicile à Wilton (Connecticut). Il est inhumé au Adath Jeshurun Cemetery à Allison Park, en Pennsylvanie.

## Filmographie

### Comme acteur

#### Cinéma
- 1954 : Vingt mille lieues sous les mers (20000 Leagues Under the Sea) de Richard Fleischer
- 1964 : Sex and the College Girl de Joseph Adler (en)
- 1968 : Rosemary's Baby de Roman Polanski : Dr C.C. Hill
- 1970 : Catch-22 de Mike Nichols : Capitaine Aarfy Aardvark
- 1972 : Le Brise-cœur (The Heartbreak Kid) d'Elaine May : Lenny Cantrow
- 1974 : Fric frac, rue des diams (11 Harrowhouse) d'Aram Avakian : Howard R. Chesser
- 1976 : King Kong de John Guillermin : Fred Wilson
- 1977 : Thieves de John Berry : Martin Cramer
- 1978 : Le ciel peut attendre de Warren Beatty et Buck Henry : Tony Abbott
- 1979 : Real Life d'Albert Brooks : Warren Yeager
- 1979 : Sunburn, coup de soleil (Sunburn) de Richard C. Sarafian : Jake
- 1980 : C'est ma chance (It's My Turn) de Claudia Weill : Homer
- 1980 : Comme au bon vieux temps (Seems Like Old Times) de Jay Sandrich : Dist. Atty. Ira J. Parks
- 1981 : La Femme qui rétrécit (The Incredible Shrinking Woman) de Joel Schumacher : Vance Kramer
- 1981 : La Grande Aventure des Muppets (The Great Muppet Caper) de Jim Henson : Nicky Holiday
- 1984 : Manhattan Solo (The Lonely Guy) d'Arthur Hiller : Warren Evans
- 1984 : La Fille en rouge (The Woman in Red) de Gene Wilder : Buddy
- 1985 : Movers and Shakers de William Asher : Herb Derman
- 1986 : Last Resort de Zane Buzby (en) : George Lollar
- 1987 : Ishtar d'Elaine May : Jim Harrison
- 1988 : Parle à mon psy, ma tête est malade (The Couch Trip) de Michael Ritchie : George Maitlin
- 1988 : You Can't Hurry Love de Richard Martini (en) : Mr Glerman
- 1988 : Midnight Run de Martin Brest : Jonathan Mardukas
- 1989 : Cranium Command : Left Brain
- 1990 : Filofax (Taking Care of Business) d'Arthur Hiller : Spencer Barnes
- 1992 : Beethoven de Brian Levant : George Newton
- 1993 : Président d'un jour (Dave) d'Ivan Reitman : Murray Blum
- 1993 : Quand Harriet découpe Charlie ! (So I Married an Axe Murderer) de Thomas Schlamme : Commandeered Driver
- 1993 : Drôles de fantômes (Heart and Souls) de Ron Underwood : Harrison Winslow
- 1993 : Beethoven 2 de Rod Daniel : George Newton
- 1994 : Clifford de Paul Flaherty : Martin Daniels
- 1994 : Une maison de fous de Bob Clark : Mr. Parker
- 2007 : Son ex et moi (The Ex) de Jesse Peretz
- 2015 : While We're Young de Noah Baumbach : Leslie Breitbart
- 2016 : The Comedian de Taylor Hackford

#### Télévision
- 1964-1965 : The Young Marrieds (série TV) : Matt Crane Stevens
- 1967 : The Meanest Men in the West : Arnie Doud, Harge Gang
- 1978 : The Grass Is Always Greener Over the Septic Tank : Jim Benson
- 1978 : Just Me and You (TV) : Michael Lindsay
- 1985 : Grown-Ups : Jake
- 1985 : Charley's Aunt : Lord Fancourt Babberly
- 1986 : Fresno (feuilleton TV) : Cane Kensington
- 1990 : The Muppets at Walt Disney World : agent de sécurité
- 2012 : New York, unité spéciale : Brett Forrester (saison 14, épisode 8)

### Comme scénariste
- 1974 : Fric frac, rue des diams (11 Harrowhouse) d'Aram Avakian
- 1977 : The Paul Simon Special (TV)
- 1985 : Movers and Shakers (+ producteur)

### Comme réalisateur
- 1969 : Songs of America  (avec Simon and Garfunkel)

## Voix françaises
- Michel Papineschi dans :
  - Midnight Run
  - Beethoven
  - Président d'un jour
  - Drôles de fantômes
  - Beethoven 2
- François Leccia (*1948 - 2009) dans :
  - Le ciel peut attendre
  - Comme au bon vieux temps

et aussi
- Bernard Woringer (*1931 - 2014) dans Rosemary's Baby
- Jacques Thébault (*1924 - 2015) dans Catch 22
- Jacques Ferrière (*1932 - 2005) dans King Kong
- Michel Dodane dans La Grande Aventure des Muppets (doublé dans les années 90)
- Pierre Laurent dans Manhattan Solo
- Jean-Luc Kayser dans Ishtar
- Pascal Renwick (*1954 - 2006) dans Parle à mon psy, ma tête est malade
- Denis Boileau dans Filofax
- Alexandre von Sivers dans Son ex et moi